# Сентиментальный меченосец 3
«Сентиментальный меченосец 3», также известный под названием «Опасность для сентиментального меченосца» (англ. Perils of the Sentimental Swordsman) — гонконгский фильм режиссёра Чу Юаня, снятый на студии братьев Шао. Несмотря на своё английское название, картина не имеет отношения к фильмам «Сентиментальный меченосец» (1977) и «Сентиментальный меченосец 2» (1981), но является продолжением фильмов «Чу Люсян» (1977) и «Чу Люсян 2: Легенда о Летучей Мыши» (1978). Буквальный перевод с китайского — «Чу Люсян: Деревня Призраков».

## Сюжет
Чу Люсян пытается убить восьмого князя, но терпит неудачу и преследуется людьми принца. Теперь у него нет другого варианта, кроме как укрыться в деревне Призраков, собравшей преступников и других негодяев. На самом деле, Чу и князь инсценировали покушение, чтобы обмануть жителей поместья для возможности Чу проникнуть в усадьбу и устранить их.

## В ролях
| Актёр        | Оригинальное имя персонажа | Кантонское чтение           | Чтение на севернокитайском  |
| ------------ | -------------------------- | --------------------------- | --------------------------- |
| Ти Лун       | 楚留香                     | Чхо Лаухён                  | Чу Люсян                    |
| Дэн Вэйхао   | 龍武                       | Лун У                       | Лун Моу                     |
| Ку Куньчун   | 柳長街                     | Лау Чёнкай                  | Лю Чанцзе                   |
| Ло Ле        | 軒轅四光                   | Четвёртый Свет Хиньюнь      | Четвёртый Свет Сюаньюань    |
| Чхо Сёнвань  | 大將軍                     | Генерал                     | Генерал                     |
| Дай Лянчунь  | 鍾玲                       | Чун Лин                     | Чжун Лин                    |
| Ку Фэн       | 老鹰                       | Старый Ястреб               | Старый Ястреб               |
| Лау Сиукуань | 表哥                       | двоюродный брат             | двоюродный брат             |
| Юнь Так      | 周白龍                     | Чау Паклун                  | Чжоу Байлун                 |
| Цзин Мяо     | 八王爺                     | восьмой князь               | восьмой князь               |
| Куань Фун    | 藍猛                       | Лам Ман                     | Лань Мэн                    |
| Ян Чжицин    | 獨孤美                     | Тукку Мэй                   | Дугу Мэй                    |
| Юнь Пань     | 遊魂                       | Блуждающая Душа             | Блуждающая Душа             |
| Ян Сюн       | 幽靈山莊的管家             | дворецкий деревни Призраков | дворецкий деревни Призраков |
| Алан Чань    | 金手指                     | Золотой Палец               | Золотой Палец               |

## Прокат и кассовые сборы
Премьера фильма в гонконгском кинотеатральном прокате — 13 мая 1982 года. Итоговая сумма кассовых сборов от проката, проходившего с 13 по 18 мая, составила HK$ 1 331 496.

## Отзывы
Билл Палмер, Карен Палмер и Рик Мейерс в описании фильма в книге The Encyclopedia of Martial Arts Movies хвалят Ти Луна, особо выделяя разнообразие применённых его героем видов оружия, отмечают Ло Ле, кто, по их мнению, отходит от типичного для себя образа злодея, исполняя комедийную роль, а сцены боёв и их постановку авторы называют «отличной». Тодд Браун, представляющий ресурс ScreenAnarchy, объявляет фильм «чрезвычайно занимательным». Борис Хохлов с ресурса HKCinema.ru указывает на «красивые декорации, хитро закрученный детективный сюжет, харизматичных звёзд в центральных ролях», но в качестве единственного недостатка видит бои, которые, на его взгляд, «достойные, но не выдающиеся».
Эндрю Сароч, оценивая фильм на сайте Far East Films, пишет, что «настоящая ничья, и мастерство Чу Юаня — сделать ансамбль эксцентриков, чудаков-антагонистов и супергероев привлекательными и способ скрыть непростительные дыры в повествовании».

## Издания на цифровых носителях
В Юго-Восточной Азии фильм был выпущен на VCD и DVD:
| Тип носителя      | VCD                         | DVD                         | DVD                    |
| Дата выпуска      | 25 июля 2007 года           | 25 июля 2007 года           | 14 июля 2011 года      |
| Звуковые дорожки  | Севернокитайский            | Кантонский/севернокитайский | Севернокитайский       |
| Продолжительность | 87 мин                      | 87 мин                      | 87 мин                 |
| Издатель          | Intercontinental Video (HK) | Intercontinental Video (HK) | Hoker Records          |
| Субтитры          | - Английские/китайские      | - Английские/китайские      | - Английские/китайские |